# Pseudacanthocera paralellifrons
Pseudacanthocera paralellifrons är en tvåvingeart som beskrevs av Krober 1929. Pseudacanthocera paralellifrons ingår i släktet Pseudacanthocera och familjen bromsar. Inga underarter finns listade i Catalogue of Life.